# Радзивилл, Текла Ружа
Текла Ружа Радзивилл (в 1-м браке — Флемминг, во 2-м браке — Вишневецкая, в 3-м браке — Сапега; пол. Tekla Róża Radziwiłłówna; 5 сентября 1703, Бяла-Подляска — 25 ноября 1747, Гданьск) — польско-литовская аристократка.

## Детство
Родилась 5 сентября 1703 года в Бяле-Подляске. Одна из шести дочерей Кароля Станислава Радзивилла (1669—1719), канцлера великого литовского, и Анны Катаржины Сангушко (1676—1746). Сестра Михаила Казимира Радзивилла «Рыбоньки» и Катаржины Барбары Радзивилл.
Радзивиллы в XVIII веке были одной из самых могущественных магнатских семей, стремились к престолу Речи Посполитой, поэтому Текла получила тщательное образование, свободно владела французским языком, интересовалась политическими делами (как и ее многочисленные братья и сестры).
Отец Теклы, Карл Станислав Радзивилл умер в 1719 году, поэтому единственным человеком, решившим будущее дочери, стала мать, Анна Катаржина Радзивилл, которая была известна своим сильным характером и амбициями. Мать поручила Текле охранять архивы и сделала ее своим секретарем, так как Текла выделялась среди братьев и сестер соответствующими способностями.

## Первый брак
Первый брак Теклы Радзивилл был результатом продуманного политического решения. Анна Екатерина Радзивилл рассчитывала на расширение политических союзов семьи. Таким образом, 9 января 1725 года в Бяле-Подляске Текла она вышла замуж за 58-летнего Якова Генриха Флемминга (1667—1728), саксонского министра. Флемминг рассчитывал на потомство (с предыдущей женой Франциской Констанцией Сапегой было несколько рано умерших детей), а Текла получала большие финансовое обеспечение (за день до свадьбы был подписан брачный контракт, в котором Флемминг завещал своей будущей давая 500 000 злотых и пожизненные права на имение в Саксонии). Несмотря на то, что это был брак по разуму, все складывалось очень хорошо с самого начала. Флемминг заботился о молодой жене, поддерживал дружеские связи с ее семьей. После свадьбы пара уехала в Варшаву, чтобы в 1727 году отправиться в Дрезден.
Дрезден в XVIII веке был важным центром культурной и политической жизни, именно там король проводил большую часть своего времени. Текла благодаря своему мягкому нраву, естественной предрасположенности и полученным ранее опытом (Радзивиллы, из-за своей позиции часто участвовали в важных церемониях) прекрасно нашла себя в обществе, особой симпатией пользовалась у самой Марии Йозефы Австрийской, что доказывает включение ее в ближнее окружение королевы. Она принимала участие в многочисленных балах и развлечениях, сама являясь их организатором, при этом не обращая внимания на зависть соотечественников, нехотя взирающих на ее высокое положение. Текла все это время вела интенсивную переписку с матерью, в которой описывала свои ежедневные занятия и обязанности, комментировала и освещала события. Из писем следует, что Текла любила окружать себя красивыми нарядами и предметами, часто также подробно описывала гардероб встреченных дам.
4 ноября 1725 года родился первый сын Теклы и Иакова — Якуб Кароль. Еще двое детей умерли в раннем детстве.
После смерти мужа (в 1728 году) имение перешло в руки Якуба Кароля, однако именно Текла, из-за малолетства сына, фактически управляла им. Однако Якуб Кароль умер 1 января 1729 года. Это событие создало проблему завещания, которую пытались решить судебным процессом, завершившимся только после смерти Теклы.

## Второй брак

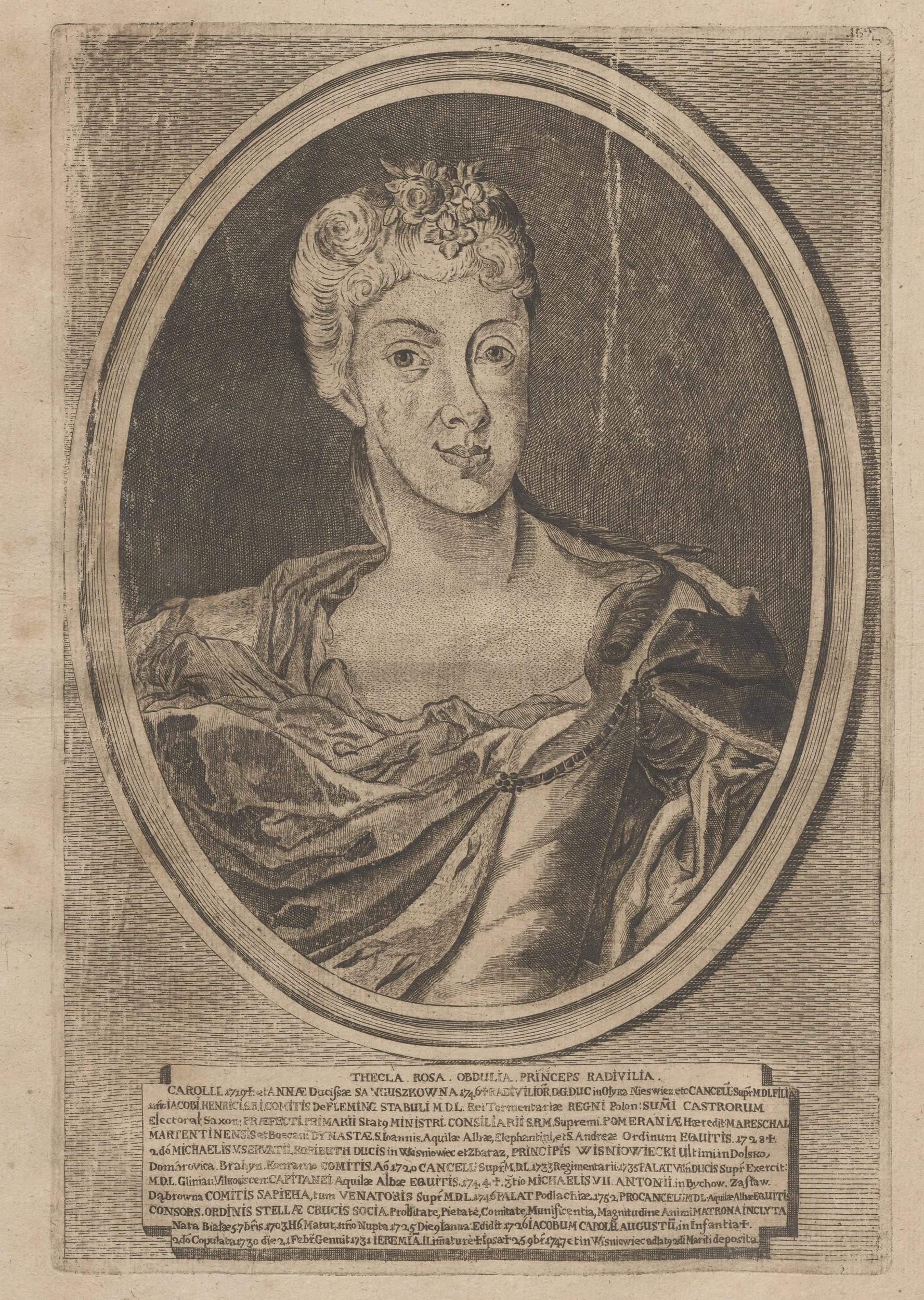
Портрет Теклы Рожи Радзивилл

Второй брак Теклы тоже был результатом решения матери. 21 февраля 1730 года состоялась свадьба Теклы и крупного литовского князя-магната Михаила Сервация Вишневецкого (1680—1744). Канцлер великий литовский был богат и имел большое влияние, и Текла надеялась дать ему потомство, чтобы спасти истекающий род Вишневецких. Эти отношения также оказались довольно успешными, хотя у них не было детей (Текла, правда, в 1731 году забеременела, однако недоношенный сын умер). Текла оказала большое влияние на управление имуществом. В отсутствие супруга ей случалось выдавать от его имени универсалы подданным. Ей приписывают установление сотрудничества с Джорджем Флеммингом, двоюродным братом ее первого мужа, и обмануть Вишневецкого, чтобы поддержать кандидатуру Фридриха Августа, однако он также имел влияние тот факт, что в 1710—1711 годы Михаил Вишневецкий находился в русском плену. Влияние, которое Текла оказала на своего мужа, было широко раскритиковано наблюдателями того времени, потому что оно считалось пагубным. Однако, по-видимому, причиной все меньшей самостоятельности Вишневецкого было злоупотребление алкоголем и плохое самочувствие. Михаил-Серваций Вишневецкий умер 16 сентября 1744 года.

## Третий брак
Текла как богатая вдова была очень привлекательной партией. Поэтому Юзеф Станислав Сапега, Епископ-коадъютор виленский, стал уговаривать своего брата Михаила Антония Сапегу (1711—1760), подканцлера литовского, начать усилия по поискам её руки. Сапеги рассчитывали на политическое соглашение с Радзивиллами и на имущественные выгоды. Дополнительным аргументом в пользу брака был тот факт, что младшая сестра Теклы, Каролина Тереза Радзивилл, была замужем за братом Михаила Сапеги — Казимиром Леоном (1738).
23 декабря 1745 года Текла вышла замуж за Михаила Сапегу. Это был первый брак, решение о котором приняла сама Текла к неудовольствию семьи, особенно матери и братьев, которым не понравилась ее самостоятельность. Причиной неприязни Радзивиллов к новому браку стало и стремление Михаила Казимира Радзивилла захватить многочисленные староства, принадлежавшие сестре после предыдущего мужа. В действительности эти поместья достались Михаилу Сапеге, который, благодаря браку с Теклой получил староства глинянское, кальварийское, тухольские, волковысское и слонимскую экономию. В связи с этим надежды Сапегов на соглашение с Радзивиллами не оправдались, напротив, отношения между родами ухудшились. Потомства они не дождались.

## Смерть
Текла умерла 25 ноября 1747 года в Гданьске в возрасте 44 лет. Похороны состоялись 5 февраля 1748 года в Вишневце, по желанию покойной, которая хотела быть похороненной рядом со своим вторым супругом, с которым она чувствовала себя наиболее связанной при жизни.
Она оставила после себя большое имение, которое было разделено в 1749 году. Наследство Михаила Вишневецкого было разделено между Михаилом Казимиром Огинским (он был внуком Михаила-Сервация Вишневецкого, сын его дочери Анны от первого брака с Екатериной Дольской) и его сестер: Екатериной (жена Антония Пшездецкого), Августой (жена Константина Плятера), Генавефой (жена Адама Бжостовского), Казимирой и Эльжбетой (незамужние) и Яном Каролем Мнишенком и его женой Катаржиной Замойской, дочерью Михаила Замойского и Эльжбеты Вишневецкой. Земельные владения и драгоценности Теклы захватили её братья: Иероним Флориан и Михаил Казимир.